# Modulación por desplazamiento de amplitud y fase
La Modulación por desplazamiento de amplitud y fase, conocida también como APSK o APK (del inglés Amplitude Phase[-Shift] Keying) es un formato de modulación digital en el cual la información es transportada por desplazamientos de amplitud y fase de la señal portadora, cuyo gráfico de entrada y salida es representado mediante un diagrama de constelación con los símbolos situados sobre circunferencias concéntricas en el plano del diagrama en lugar de estar dispuestos en forma rectangular como ocurre en el diagrama respectivo para la Modulación de Amplitud en Cuadratura (QAM).
APSK es un caso particular de QAM, en el cual la información digital es representada por diferentes frecuencias pero de tonos de audio. No cambia la frecuencia de la portadora, sino que corresponde a un paso previo a la modulación de la portadora. 
El resultado de este proceso es una señal análoga que se encuentra en el espectro audible (hasta los 15 kHz aproximadamente). Esta es utilizada como información que modula análogamente a la portadora, a través de métodos tradicionales (como las modulaciones analógicas AM y FM)